# 阿布里坎普
阿布里坎普是巴西米纳斯吉拉斯州的一个市镇。总面积471.055平方公里，总人口12867人，人口密度27.3人/平方公里。